# Mae Piga
 (juin 2011).
Améliorez-le ou discutez des points à vérifier. 
Mae Piga (née le 17 avril 1986 à Saint-Étienne) est une danseuse et chorégraphe française, sept fois championne du monde et quatre fois championne d'Europe en danse moderne jazz, danse show et danse contemporaine.

## Biographie
Mae Piga danse dès son enfance dans l'école de ses parents, Françoise et Alain Piga à Saint-Étienne. C’est aux États-Unis qu’elle se forme dès son plus jeune âge, puisque ses parents y sont tous les deux diplômés. Elle y débute les compétitions avec succès et remporte les plus prestigieuses d’entre elles (Showbiz, Showstopper, Starpower…). Au total, elle remportera plus d’une centaine de victoires aux États-Unis et obtiendra rapidement le même succès en Europe.
En 2005, Mae Piga participe aux Championnats du Monde de Jazz d’Orlando et remporte la première place. Cette victoire marque le début d’une longue série puisqu’en 2010 Mae totalise sept titres de Championne du Monde et quatre de Championne d’Europe. Elle continue néanmoins de se former, notamment au sein du célèbre Broadway Dance Center de New York.
En 2008, Mae Piga arrête brièvement les compétitions pour participer à la célèbre émission So you think you can dance en Grèce et en Angleterre.
Elle enseigne dans plusieurs écoles et coach notamment la compagnie de l'école Piga KJC, ou bien le ials se situant à rome. championne de France 2009, 2010 et 2011 de danse show, jazz et moderne. Aujourd’hui Mae Piga danse, chorégraphie et enseigne partout dans le monde (Japon, États-Unis, Europe…).

## Styles de danse
Si Mae Piga s'est illustrée pour ses victoires en danse moderne, en jazz, en danse show et danse contemporaine, elle a également démontré ses talents en lyrical, comédie, classique, hip-hop, claquettes, danses de salon, notamment dans l'émission So you think you can dance.

## Formation
Mae est formée par sa mère, Françoise Piga, professeur de danse jazz et moderne qui a étudié aux États-Unis pendant de nombreuses années et son père Alain Piga, professeur de claquettes et danses en couple. Elle prend néanmoins des cours tout au long de sa carrière au Broadway Dance Center de New York, à l'EDGE Performing Arts Center de Los Angeles, dans des conservatoires classiques et contemporains, et avec Eric Gibson du Royal Ballet of London. Elle a pris des cours avec la compagnie contemporaine de Lionel Hoche Meme Banjo et suit régulièrement de nombreux ateliers ou Workshops aux États-Unis (Tremaine Dance Convention, WCDE, LADF, NYCDA, Co.Dance…).

## Titres

### 2010
- Vainqueur de la Coupe du Monde de Danse Show - Cervia (Italie)

### 2008
- Vainqueur des Championnats du Monde de Danse Show - Riesa (Allemagne)

### 2007
- Vainqueur des Championnats du Monde de Moderne - New York (États-Unis)
- Vainqueur des Championnats du Monde de Jazz - New York (États-Unis)
- Vainqueur des Championnats d’Europe de Contemporain - Rijeka (Croatie)
- Vainqueur des Championnats d’Europe de Jazz - Rijeka (Croatie)

### 2006
- Vainqueur des Championnats du monde de Performing Arts - Hollywood (États-Unis)
- Vainqueur des Championnats du Monde de Moderne - Boston (États-Unis)
- Vainqueur des Championnats d’Europe de Moderne - Moscou (Russie)

### 2005
- Vainqueur des Championnats du Monde de Jazz - Orlando (États-Unis)

## Victoires en compétitions

### États-Unis
- Plus de 100 victoires en compétitions (dont Showbiz, Showstopper, Starpower, Footloose, Star System, Dance États-Unis, IDC, Rainbow…)

Vainqueur Dance Spirit Futur Star Awards

### Europe
- Plus de 10 victoires (dont Open de Danse Show de Russie, Grand prix international de danse de Suisse)

### France
- Plusieurs titres de championne de France de Jazz & Danse Show de la FFDJ-IDO

## Émissions et shows
- So you think you can dance (Top ten) - Grèce 2008
- So you think you can dance - Royaume-Uni 2010
- Mondial Show Dance - France 2009-2011
- World Dance Concert - Tokyo (Japon) 2008
- Shows Disneyland Paris
- TV Shows États-Unis (Showstopper, Showbiz, IDC…)

## Sources
- La Gazette de la Loire, Laéticia Cohendet, 17 septembre 2011, Maé Piga : des chaussons d’or.
- Le Progrès de Lyon, 1er septembre 2011, Danse / Saint-Étienne. « La meilleure danse ».
- La Tribune de Lyon, Olivier Massé, septembre 2011, Mae Piga, un peu plus près des étoiles.